# Trimdon Grange
Trimdon Grange – wieś w Anglii, w hrabstwie Durham. Leży 12 km na południowy wschód od miasta Durham i 367 km na północ od Londynu.